# Aspremont
Aspremont er en lille (2.034 indb) fransk kommune i den sydøstlige del af Frankrig. Indbyggerne, kaldes
"les aspremontois". Den er placeret i departementet Alpes-Maritimes, nord for Nice.
Første gang historien nævner Aspremont er i slutningen af det 11. århundrede.

## Geografi
Kommunen grænser op til følgende kommuner:
- I vest
  - Colomars
- I nordvest
  - Castagnier
- I øst
  - Tourettes-Levens
  - Falicon
- I syd
  - Nice

## Klima
Klimaet er som resten af denne del af Frankrig præget af varme tørre somre, milde solrige vintre og våde ydersæsoner. Der kan
dog, på grund af områdets topografi, være signifikante variationer, selv indenfor relativt korte afstande. Se artiklen om
klimaet i departementet.

## Demografi
| 1793  | 1800  | 1806  | 1821  | 1836  | 1846  | 1856  | 1861  |
| ----- | ----- | ----- | ----- | ----- | ----- | ----- | ----- |
| 1.275 | 1.291 | 1.507 | 1.535 | 1.590 | 1.797 | 1.863 | 1.680 |
| 1866  | 1872  | 1876  | 1881  | 1886  | 1891  | 1896  | 1901  |
| 1.713 | 1.565 | 513   | 727   | 512   | 711   | 615   | 579   |
| 1906  | 1911  | 1921  | 1926  | 1931  | 1936  | 1946  | 1954  |
| 611   | 591   | 510   | 424   | 437   | 327   | 220   | 311   |
| 1962  | 1968  | 1975  | 1982  | 1990  | 1999  | 2006  |       |
| 465   | 698   | 771   | 1.150 | 1.496 | 1.853 | 2.034 |       |

## Fodnoter
1. ↑  "Aspremont". Arkiveret fra originalen 20. november 2006. Hentet 12. oktober 2008.
2. ↑  Aspremont – Notice Communale